# Raimond III. z Tripolisu
Raimond III. z Tripolisu (1140 – 1187, též možno psát Raymond, či Raimund; francouzsky Raymond III de Tripoli, latinsky Raimundus, mezi Araby a Turky byl znám jako Raymond Ibn Raymond as Sanjili) byl v letech 1152-1187 hrabětem z Tripolisu a knížetem z Galileje, kterou získal sňatkem.
Raimond byl významným a vlivným šlechticem na královském dvoře v Jeruzalémě, kde zastával i funkci regenta Jeruzalémského království za dva krále: v letech 1174-1176 za nezletilého Balduina IV. a 1185-1186 za jeho nástupce, Balduina V. Byl vůdcem domorodých křižáckých baronů v opozici vůči šlechticům, kteří do Svaté země přišli v nedávné době z Francie a o soužití Evropanů a muslimů v Palestině, měli, oproti „staré šlechtě“, zcela jinou představu.
Raimond, ostatně jako většina ostatních křižáckých baronů, byl nábožensky velmi tolerantní vůči muslimům i křesťanům východních ritů. Vůči muslimským státům razil umírněnou, defenzivní politiku. Se sultánem Saladinem měl hrabě přátelské diplomatické vztahy a u Arabů byl Raimond velmi respektován. Byl rovněž velmi vzdělaný, což však u palestinských křižáků nebylo nic neobvyklého. Ovládal tehdejší francouzštinu, latinu i arabštinu a býval často oblečen po vzoru arabských emírů.
Když roku 1187 na jeruzalémský trůn dosedl Guy de Lusignan, Raimond III. mu odmítl přísahat věrnost. Nakonec se s ním však smířil a podpořil ho v nové válce se Saladinem. V následné bitvě u Hattínu byli křižáci Saladinem poraženi, Raimondovi se ale podařilo s několika dalšími z bitvy vyváznout. Uprchl nejprve do Tyru a poté do Tripolisu, kde ještě téhož roku zemřel.

## Mládí

Křižácké státy na Blízkém východě kolem roku 1135

Raimond III. byl prapravnukem Raimonda de Saint-Gilles, hraběte z Toulouse a jednoho z předních vůdců první křížové výpravy. Mladý Raimond III. usedl na tripolský trůn ve svých dvanácti letech, když byl roku 1152 assassiny zavražděn jeho otec a předchůdce, hrabě Raimond II. Protože Raimond III. nebyl plnoletý, faktickou vládu za něho další tři roky držela jeho matka Hodierna. Poté začal být znám jako Raimond mladší, aby byl svými současníky odlišen od svého otce.
Roku 1159 ovdověl byzantský císař Manuel I. a obrátil se na jeruzalémského krále, aby mu doporučil některou palestinskou princeznu. Balduin III. mu navrhl svou sestřenici, tripolskou princeznu a sestru Raimonda III. Melisendu. Křižácké panstvo se pro myšlenku, že se Melisenda stane císařovnou vyloženě nadchlo a skládalo bohaté svatební dary. Císař však nakonec Melisendu odmítl a raději zvolil antiochijskou princeznu Marii. Křižáci se tím cítili velice pobouřeni, především Raimond III. Loďstvo, které mělo být určeno k přepravě Melisendy do Konstantinopole nechal hrabě předělat na válečné lodě, kterými zaútočil na byzantský ostrov Kypr.
Roku 1164 Raimond III. a antiochijský kníže Bohemund III. vytáhl osvobodit pevnost Harim, kterou obléhal sultán Núr ad-Dín. V bitvě u Harimu byla křižácké vojsko muslimy rozdrceno a Raimond, Bohemund, hrabě z Edessy Joscelin III., hrabě z Poitou Hugo de Lusignan a další křižáci byli zajati a uvězněni v Aleppu. Raimond III. byl vězněn až do roku 1173, kdy za něho bylo složeno výkupné. Do Raimundova propuštění v Tripolisu dočasně jako regent vládl jeruzalémský král Amaury I. Roku 1174 se oženil s dědičkou galilejského knížectví Eschivou, díky níž získal titul galilejského knížete a postavení jednoho z nejvlivnějších velmožů Jeruzalémského království.

## Regent Balduina IV.
Roku 1174, po smrti krále Amauryho, nastoupil na jeruzalémský trůn jeho syn Balduin IV., který však byl stále nezletilý a nemohl se proto ujmout vlády de facto. U mladého krále se také brzy projevily příznaky malomocenství a bylo jasné, že vládnout dlouho nebude. O úřad regenta království měl velký zájem jeruzalémský senešal Miles z Plancy, avšak Raimond III. se brzy dostavil do Jeruzaléma a požadoval, jakožto blízký králův příbuzný (byl prvním bratrancem Amauryho I.), regentství pro sebe. Tímto argumentem pro sebe získal podporu předních baronů Jeruzalémského království, jako Homfroie II. z Toronu, Baliana z Ibelinu a Reginalda ze Sidonu. Krátce poté byl v Akkonu Miles z Plancy zavražděn a již nic nemohlo překážet Raimondově nástupu do regentského úřadu.
Raimond III. se později oženil s galilejskou kněžnou Echivou, vdovou po Gautieru de Saint-Omer, pánovi z Tiberiasu. Připojením Galiley a pevnosti Tiberias s Galilejským jezerem získal Raimond kontrolu nad severními částmi Jeruzalémského království pro Hrabství Tripolis. Z moci regenta roku 1174 dosadil Viléma z Tyru do úřadu jeruzalémského kancléře a o rok později na arcibiskupský stolec v Tyru. Roku 1176 král Balduin IV. dosáhl věku, kdy se mohl plně chopit vlády a Raimond rezignoval na funkci regenta. Poté se chopil vyjednávání o sňatku mezi královou sestrou, princeznou Sibylou a Vilémem VII. z Montferratu. Vilém však zemřel roku 1177 a zanechal na světě svého a Sibylina syna, budoucího krále Balduina V.

## Dynastické spory
Zemřelý král Amaury I. byl dvakrát ženatý, nejprve s Anežkou z Courtenay, se kterou byl křižáckou šlechtou donucen se rozvést poté, co nastoupil na trůn, aby se mohl oženit s byzantskou princeznou Marií Komnenovnou, čímž Jeruzalémské království pokračovalo v přátelském kursu k Byzanci. Amauryho první dcera Sibyla, jejíž matkou byla Anežka si později vydobyla silnou pozici u královského dvora. Jeho druhá dcera Isabela, jejíž matka byla Marie byla později podporována mocným rodem Ibelinů.
Raimondova vlastní pozice v těchto mocenských zápasech byla složitá a kontroverzní. Jako nejbližší příbuzný krále v mužské linii, měl velký nárok na jeruzalémský trůn. Arabský kronikář Ibn al Athir píše:
| „ | Nebyl mezi Franky té doby nikdo odvážnější, než pán Tripolska, Raymond Ibn Raymond as Sanjili, potomek Saint-Gillesův. Byl ale plný ambicí a horoucně si přál stát se králem... | “ |
| — | |   |

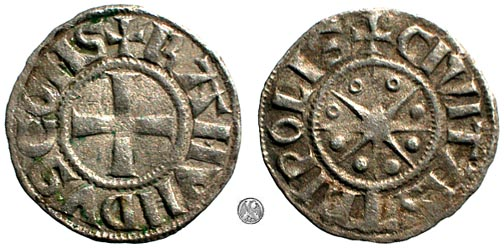
Stříbrný denier Raimonda III.

Ačkoliv Raimondova žena Echiva měla několik dětí ze svého prvního manželství, Raimod sám neměl žádné potomky, kteří by se mohli stát jeho nástupci. Možná právě proto se Raimond nepokusil přímo vznést nárok na trůn, namísto toho se snažil získat více vlivu u dvora těsnou spoluprací s mocnými barony z Ibelinu a pokusy provdat jeruzalémské princezny Sibylu a Isabellu za své spojence. Král však začal více spoléhat na své příbuzné z matčiny strany, svou matku Anežku a jejího bratra Joscelina, kteří si nečinili žádné nároky na trůn.
Roku 1179 začal král Balduin IV. vyjednávat o sňatku své ovdovělé sestry Sibyly s burgundským vévodou Hugem III., ale ten později o svatbu s jeruzalémskou princeznou ztratil zájem. A tehdy se Raimond III. pokusil o puč. Pro svůj plán na převrat získal i vládce dalšího křižáckého státu – antiochijského knížete Bohemunda III. Raimondova a Bohemundova křižácká vojska vytáhla na Jeruzalém, aby krále donutila provdat Sibylu za Raimondova blízkého spojence Balduina z Ibelinu. Král proto urychleně a v tajnosti svou sestru provdal za francouzského hraběte Guye de Lusignan. Balduin IV. se snažil Sibylu provdat za některého z mocných evropských šlechticů, protože si velmi dobře uvědomoval nebezpečí, které představoval Saladin a doufal, že v případě ohrožení jeho nový švagr získá pomoc pro Jeruzalémské království z Evropy. Raimond, když se dozvěděl, jak ho král doběhl, postup do království zastavil a vrátil se do Tripolisu.
V roce 1182 Balduin IV. který již byl v důsledku své nemoci velmi omezen ve schopnosti vykonávat vládu, jmenoval regentem svého švagra Guye. Raimond proti tomu protestoval, ale když Guy upadl příštího roku u krále v nemilost, byl znovu jmenován regentem Raimond, který tím získal pod svou kontrolu Bejrút. Král, aby zabránil Guyovi v nástupnictví na trůn, jmenoval, s podporou Raimonda a Královské rady, svým dědicem svého synovce, mladého Balduina z Montferratu. Roku 1183 byl šestiletý Balduin korunován spoluvládcem Balduina IV. jako Balduin V., korunovační ceremoniál řídil Raimond sám.

## Regent Balduina V.

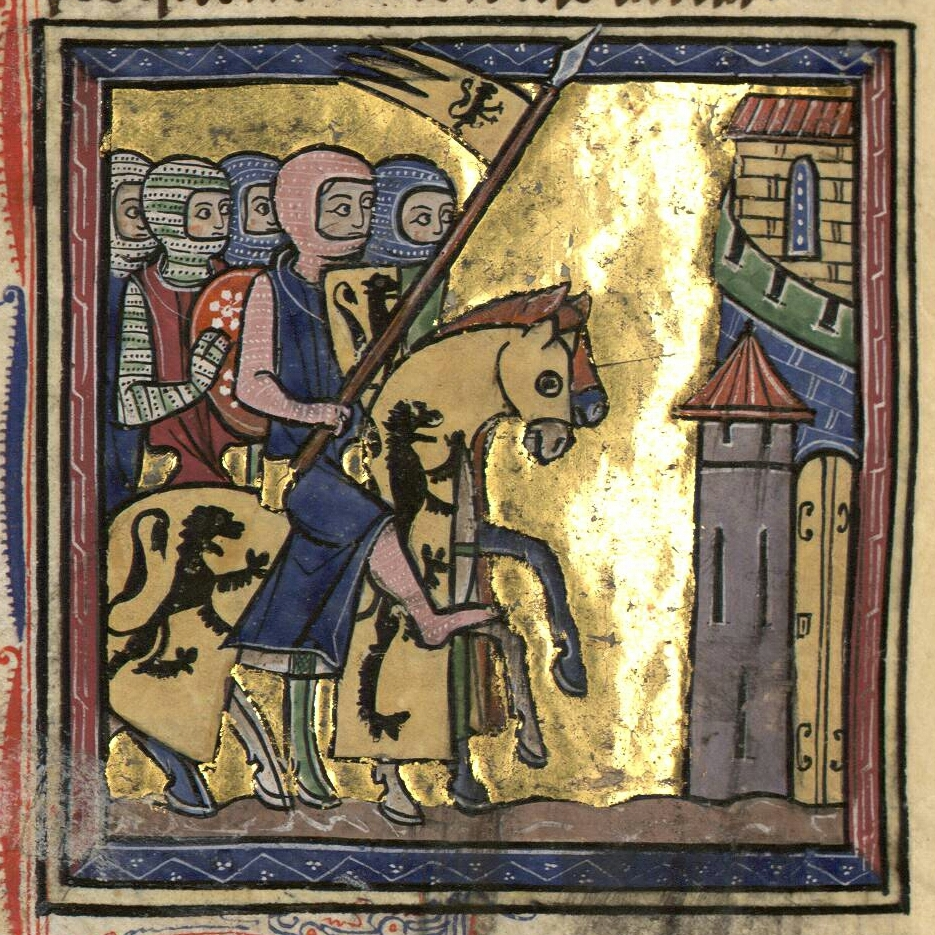
Raimond a Bohemond III. u Jeruzaléma (středověká iluminace)

Malomocný král Balduin IV. zemřel na jaře roku 1185 a nástupcem se stal jeho spoluvládce, Balduin V. Raimond III. zůstal ve funkci regenta, aby de facto vládl za mladého krále, jemuž dělal osobního strážce strýc Joscelin III. Navzdory tomu byl Balduin V. velmi neduživý a v létě 1186 podlehl v Akkonu nemoci. Na jeho pohřbu v Jeruzalémě rakev Balduinův děd Vilém z Montferratu a Joscelin III., Raimond však chyběl.
Po pohřbu Joscelin III. jmenoval Balduinovu matku Sibylu nástupkyní pod podmínkou, že se rozvede z Guyem de Lusignan a Královská rada jí vybere nového manžela. Sibyla s tím souhlasila, ale při korunovaci vložila korunu na hlavu Guyovi, čímž ho zcela legálně korunovala svým spoluvládcem. Mezitím Raimond odjel do Nábulu, sídlu Baliana z Ibelinu, aby vyzval všechny barony k loajalitě Sibylině sestře, princezně Isabelle a Ibelinům. Raimond měl zato v plánu, že pokud se podaří Guye a Sibylu sesadit, nechá Isabellu a jejího manžela Homfroie z Toronu korunovat. Nicméně Homfroi, který byl nevlastním synem Guyova nejbližšího spojence Renauda de Châtillon, odmítl mít s revoltou cokoliv společného a přidal se na stranu krále. Po tomto neúspěchu Raimond, aby zabránil možné občanské válce, se stáhnul do svého sídla v Tripolisu.

## Bitva u Hattínu a smrt
V Tripolisu zatím Raimond uzavřel příměří se Saladinem, se kterým měl na rozdíl od jeruzalémského dvora dobré vztahy, v naději na vypořádání se s Guyem de Lusignan a jeho spojenci. Koncem roku 1186 se Saladinova armáda utábořila v okolí městečka Tiberias, které patřilo lénem Raimondovi a bylo součásti Galilejského knížectví. Vojáci očekávali útok na Jeruzalémské království, který měl být odvetou za neustále nájezdy pána Keraku Renauda de Châtillon na muslimské karavany v Zajordánsku.
Saladin Raimonda žádal, aby mu umožnil průzkumnou výpravu do oblasti Genezaretského jezera. Raimond se svolením váhal, neboť prostřednictvím Baliana z Ibelinu se začaly zlepšovat vztahy mezi Raimondem a Guyem a touto spoluprací s muslimy by byl považován za vlastizrádce. Nakonec však Saladinovi volný průjezd svým územím slíbil pod podmínkou, že se muslimští vojáci zdrží jen jednu noc a neublíží poddaným. Ráno 1. května 1187 vyrazilo 7 000 Saladinových jezdců do Palestinského vnitrozemí. O této akci se však dozvěděli velmistři řádu johanitů a templářů, Roger des Moulins a Gérard de Ridefort. Gérard přesvědčil velmistra johanitů, aby postavili vojsko z rytířů obou řádů a na Turky zaútočili. Gérard dal za noc dohromady asi dvě stě rytířů. Z dvou set rytířů, kteří na překvapené muslimy zaútočili, jich sto padesát padlo. Gérard de Riderfort z bitvy vyvázl a dostal se do Jeruzaléma, kde Raimonda III. obvinil ze zrady a paktu se Saladinem. V Jeruzalémě zavládlo rozhořčení a jeruzalémský patriarcha Heraklios Raimondovi napsal:
| „ | Bezpochyby jsi konvertoval k islámu, jinak bys nedopustil, k čemu došlo. Nepřipustil bys, aby muslimové prošli tvým územím, pobili templáře a špitálníky a odvedli s sebou zajatce, aniž by ses tomu pokoušel zabránit... | “ |

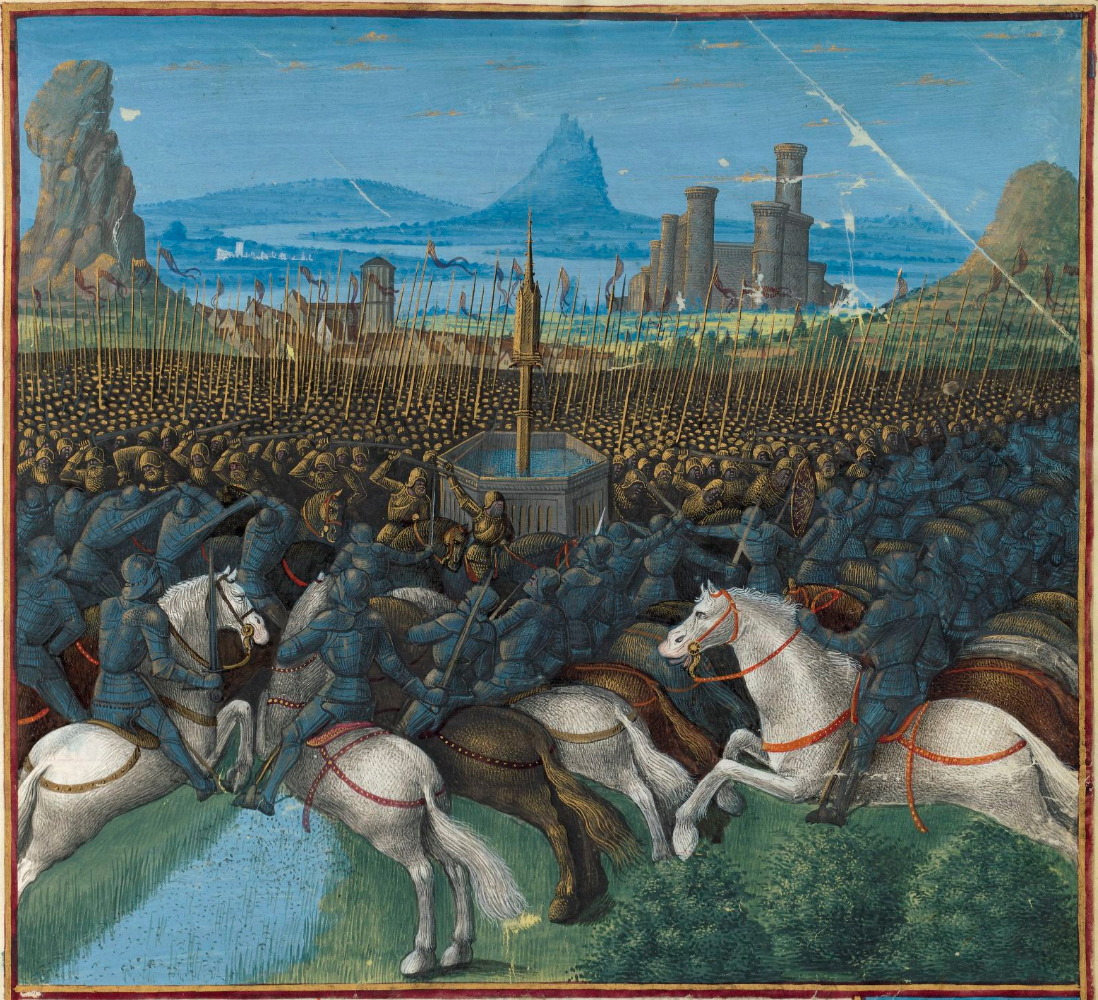
Bitva u Hattínu

Král Guy nyní začal sbírat vojsko proti Saladinovi. Balianovi z Ibelinu se podařilo Guye a Raimonda usmířit, aby se oba setkali v Akkonu. Tripoliské vojsko se následně přidalo ke Guyově armádě také. Přesto se Raimond a Guy názorově rozcházeli v představě dalšího postupu. Raimond navrhoval vyčkávací pozici, ale Guy, silně ovlivněný Gérardem a Renaudem de Châtillon, kteří Raimonda nenáviděli stejně jako Saladina, prosazovali vytáhnout muslimům vstříc a utkat se s nimi. Saladin zatím oblehl pevnost Tiberias, aby vylákal křižácké vojsko k boji. Nakonec si bojechtiví velitelé prosadili svou a jeruzalémské vojsko vyrazilo 3. července 1187 pouští Tiberiadě na pomoc. U pahorků Hattínu však byli křižáci obklíčeni. Raimond III. se svou družinou se dokázal z obklíčení dostat, když jej při pohledu na řítící se rytíře z kopce muslimové pustili bez boje.

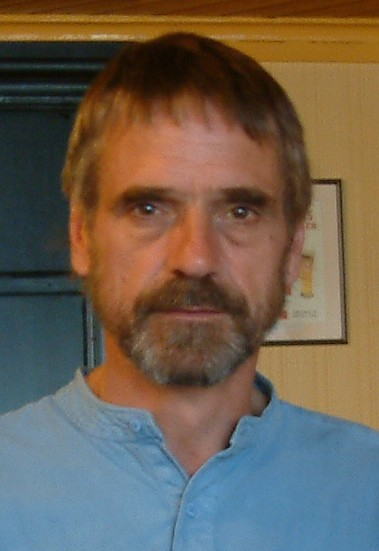
Jeremy Irons, představitel filmové podoby Raimonda III.

Raimond se poté s ostatními přeživšími od Hattínu uchýlil do Tyru. V srpnu se však vrátil do Tripolisu a zde v září nebo říjnu na zánět pohrudnice zemřel. Jeho nástupcem na tripolském trůnu se stal jeho kmotřenec Raimond z Antiochie, ačkoliv kníže Bohemund III. jako hraběte dosadil svého mladšího syna Bohemunda IV.